# يو إف سي ليلة القتال: تيكسيرا ضد بدر
يو إف سي ليلة القتال: تيكسيرا ضد بدر (بالإنجليزية: UFC Fight Night: Teixeira vs. Bader)‏ (المعروف أيضًا باسم يو إف سي ليلة القتال 28) هو حدث لفنون القتال المختلطة نظمته يو إف سي، وأُقيم في 4 سبتمبر 2013، على مينيرينيو أرينا في بيلو هوريزونتي، البرازيل.